# Zenith STOL CH 701
Zenith STOL CH 701 in CH 750 je družina domagrajenih STOL ultralahkih športnih letal. Letala je zasnoval kanadski kontruktor Chris Heintz, proizvaja pa jih (v kit obliki) njegovo podjetje Zenair. CH 701 je prvič poletel leta 1986 in je še vedno v proizvodnji. Letalo so v letih 1991−2006 proizvajali tudi licenčno pri Češkem Czech Aircraft Works (CZAW). 
Krilo ima na celotnem sprednjem robu negibljiva predkrilca, na celotnem zadnjem robu so flaperoni. Vertikalni rep se v celoti premika. Letalo ima fiksno tricikel pristajalno podvozje z velikimi kolesi za vožnjo po slabo pripravljenih stezah. 
Na voljo je več motorjev, štitiraktni 80 konjski Rotax 912UL, 100 konjski Rotax 912ULS, 85 konjski Jabiru 2200 ali pa dvotaktni 64 konjski Rotax 582. 

## Specifikacije (CH 701)
Podatki iz Jane's All The World's Aircraft 1993-94 and Zenith Aircraft
Splošne značilnosti
- Posadka: 2
- Dolžina: 20 ft 11 in (6,38 m)
- Razpon kril: 27 ft 0 in (8,23 m)
- Višina: 8 ft 7 in (2,62 m)
- Površina kril: 122,0 sq ft (11,33 m2)
- Vitkost: 5,98:1
- Teža praznega letala: 580 lb (263 kg)
- Maks. vzletna teža: 1.100 lb (499 kg)
- Kapaciteta goriva: 76 litrov
- Pogon letala: 1 × Rotax 912 4-valjni bencinski protibatni motor, 80 hp (60 kW)

Zmogljivost
- Maks. hitrost: 85 mph (137 km/h; 74 kn) na nivoju morja
- Potovalna hitrost: 80 mph (70 kn; 129 km/h)
- Hitrost pri porušitvi vzgona: 30 mph (26 kn; 48 km/h)
- Neprekoračljiva hitrost: 110 mph (96 kn; 177 km/h)
- Doseg: 372 mi (323 nmi; 599 km) s standardnim gorivom
- Trajanje leta: 4,6 ur
- Višina leta (servisna): 12.000 ft (3.658 m)
- G-omejitev: +6/-3
- Hitrost vzpenjanja: 1.000 ft/min (5,1 m/s)
- Obremenitev krila: 9,0 lb/sq ft (44 kg/m2)